# G.I. Blues
G.I. Blues – jedenasty album Elvisa Presleya, który jest jednocześnie ścieżką dźwiękową z filmu Żołnierski blues. Wydany został 1 października 1960 roku przez RCA Victor, a sesje nagraniowe odbyły się 27 – 28 kwietnia oraz 6 maja 1960 r. w studiu Radio Recorders w Hollywood. Na liście najlepszych popowych albumów magazynu Billboard płyta zajęła pierwsze miejsce.
W 1960 roku album zdobył dwie nominacje do Nagrody Grammy, w kategorii najlepsza ścieżka dźwiękowa oraz najlepszy wykonawca. 

## Zawartość
Na płycie znalazło się jedenaście piosenek znanych z filmu, który swoją premierę miał 18 września 1960 r. W Wielkiej Brytanii utwór Wooden Heart został wydany jako singiel i przez sześć tygodni był numerem jeden na listach przebojów. Z kolei w Stanach Zjednoczonych własną wersję nagrał Joe Dowell, która również szybko osiągnęła szczyt listy Billboard Hot 100. W 1964 r. wytwórnia RCA postanowiła wypuść singiel w wykonaniu Elvisa, wraz z utworem Blue Christmas, oraz powtórnie w 1965 r. z piosenką Puppet On A String z filmu Szczęśliwa dziewczyna. Na wydanej w 1995 r. na specjalnej płycie Command Performances: The Essential 60s Masters II pojawiły się cztery kompozycje Elvisa: G.I. Blues, Wooden Heart, Shoppin' Around i Doin' the Best I Can.
Z powodu praw autorskich, w europejskim wydaniu albumu oraz filmie zmieniono pierwszą piosenkę Tonight Is So Right for Love na Tonight's All Right for Love, której melodię zaadaptowano z XIX waltza Johanna Straussa II. W Stanach Zjednoczonych wydano ją dopiero w 1974 r. wraz z albumem Elvis: A Legendary Performer Volume 1. Z kolei wykorzystany w filmie utwór Blue Suede Shoes, to nowe nagranie piosenki Elvisa z 1956 r.
27 kwietnia 1997 r. wytwórnia RCA wydała zremasterowaną wersję albumu z ośmioma dodatkowymi piosenkami.

## Muzycy
1. Elvis Presley – wokal, gitara akustyczna
2. The Jordanaires – akompaniament
3. Scotty Moore – gitara elektryczna
4. Tiny Timbrell – gitara elektryczna
5. Neal Matthews Jr. – gitara basowa
6. Pete Drake – elektryczna gitara hawajska
7. Jimmie Haskell – akordeon
8. Hoyt Hawkins – tamburyn
9. Dudley Brooks – pianino
10. Ray Siegel – kontrabas
11. D.J. Fontana, Frank Bode, Bernie Mattinson – perkusja

## Lista utworów

### Strona A
| Utwór | Data nagrania | Tytuł                        | Autor                                                   | Czas trwania |
| ----- | ------------- | ---------------------------- | ------------------------------------------------------- | ------------ |
| 1.    | 27.04.1960    | Tonight Is So Right for Love | Abner Silver i Sid Wayne                                | 2:14         |
| 2.    | 28.04.1960    | What's She Really Like       | Abner Silver i Sid Wayne                                | 2:17         |
| 3.    | 06.05.1960    | Frankfort Special            | Sid Wayne i Sherman Edwards                             | 2:58         |
| 4.    | 28.04.1960    | Wooden Heart                 | Ben Weisman, Fred Wise, Kathleen Twomey, Bert Kaempfert | 2:03         |
| 5.    | 27.04.1960    | G.I. Blues                   | Sid Tepper i Roy C. Bennett                             | 2:36         |

### Strona B
| Utwór | Data nagrania | Tytuł                 | Autor                                       | Czas trwania |
| ----- | ------------- | --------------------- | ------------------------------------------- | ------------ |
| 1.    | 06.05.1960    | Pocketful of Rainbows | Ben Weisman i Fred Wise                     | 2:35         |
| 2.    | 06.05.1960    | Shoppin' Around       | Aaron Schroeder, Sid Tepper, Roy C. Bennett | 2:24         |
| 3.    | 06.05.1960    | Big Boots             | Sid Wayne i Sherman Edwards                 | 1:31         |
| 4.    | 27.04.1960    | Didja' Ever           | Sid Wayne i Sherman Edwards                 | 2:36         |
| 5.    | 28.04.1960    | Blue Suede Shoes      | Carl Perkins                                | 2:07         |
| 6.    | 27.04.1960    | Doin' the Best I Can  | Doc Pomus i Mort Shuman                     | 3:10         |